# Прилуцкий, Александр Михайлович
Алекса́ндр Миха́йлович Прилу́цкий (род. 10 сентября 1971 года, Горький, СССР) — российский религиовед и религиозный деятель, специалист в области современной западной теологии, современных западных моделей теологического образования, семиотики религии, герменевтики. Доктор философских наук, профессор. В 2011—2014 годах — ректор Теологического института Евангелическо-лютеранской церкви Ингрии. Бывший пастор и генеральный секретарь Евангелическо-лютеранской церкви Ингрии.

## Биография
Родился 10 сентября 1971 года в Горьком.
В 1987 году окончил школу № 8 имени М. Горького.
В 1993 году с отличием окончил филологический факультет Нижегородского государственного университета имени Н. И. Лобачевского по кафедре истории русского языка и сравнительного славянского языкознания.
В 2004 году в ЛГОУ имени А. С. Пушкина под научным руководством доктора философских наук, профессора Н. С. Гордиенко защитил диссертацию на соискание учёной степени кандидата философских наук по теме «Экзегетика М. Лютера как идейная основа Реформации» (специальность 09.00.13 — «Религиоведение, философская антропология, философия культуры»).
В 2008 году в ЛГОУ имени А. С. Пушкина защитил диссертацию на соискание учёной степени доктора философских наук по теме «Семиотическое пространство религиозного дискурса как предмет религиоведческого исследования» (специальность 09.00.13 — «Религиоведение, философская антропология, философия культуры»). Научный консультант — доктор философских наук, профессора Н. С. Гордиенко. Официальные оппоненты — доктор философских наук, профессор М. М. Шахнович, доктор философских наук, профессор В. В. Балахонин, доктор философских наук, профессор В. А. Гура. Ведущая организация — Саратовский государственный университет имени Н. Г. Чернышевского.
Был ректором и академическим деканом Теологического института Евангелическо-лютеранской церкви Ингрии на территории России.
Был пастором и генеральным секретарём Евангелическо-лютеранской церкви Ингрии. Принял православие.
Был профессором кафедры социологии и религиоведения факультета истории и социальных наук Российского государственного педагогического университета имени А. И. Герцена, а 1 сентября 2018 года — профессор и заведующий кафедрой истории религий и теологии Института истории и социальных наук РГПУ имени А. И. Герцена.
Профессор и заведующий кафедрой философии и религиоведения Русской христианской гуманитарной академии.
Профессор кафедры богословия Санкт-Петербургской духовной академии.
Главный редактор альманаха «Религия. Церковь. Общество. Исследования и публикации по теологии и религии».
Председатель Совета по проведению государственной религиоведческой экспертизы при Управлении Министерства юстиции по Ленинградской области.
Член Экспертного совета ВАК по теологии
.
Член докторского диссертационного совета Д 800.009.01 ЛГУ имени А. С. Пушкина по специальности 09.00.14 — философия религии и религиоведение.

## Научные труды

### Монографии
- Прилуцкий А. М. Дискурс теологии. — СПб.: Светоч, 2006. — 304 с. — ISBN 5-901621-18-2
- Прилуцкий А. М. Семиотика религии: Философско-религиоведческие исследования. / науч. ред. Исаев С. А.— СПб.: Издательский дом «Инкери», 2007. — ISBN 978-5-903562-02-2
- Прилуцкий А. М., Лебедев В. Ю. Семиозис и семиодинамика теологических и мифологических знаковых систем. – Тверь: ГЕРС, 2010. — 399 с. — ISBN 978-5-88942-098-9
- Лебедев В. Ю., Прилуцкий А. М. Семиотика религиозных коммуникативных систем: дискурсы смыслов. М.— Берлин: ДиректМедиа, 2015. — 380 с. — ISBN 978-5-4475-5516-0

### Учебники
- Лебедев В. Ю., Прилуцкий А. М., Викторов В. Ю. Религиоведение: Учебник для бакалавров: базовый курс. — 2-е изд. — М.: Юрайт, 2013. — 629 с. — (Гриф МО). — ISBN 978-5-9916-2248-6
- Лебедев В. Ю., Прилуцкий А. М. Эстетика: Учебник для бакалавров: базовый курс. — М.: Юрайт, 2012. — 424 с. — (Гриф МО). — ISBN 978-5-9916-1918-9
- Лебедев В. Ю., Прилуцкий А. М., Григоренко А. Ю. История религий: Учебник. — М.: Юрайт, 2015. — 434 с. — ISBN 978-5-9916-5738-9
- Лебедев В. Ю., Прилуцкий А. М., Викторов В. Ю. Религиоведение: Учебник для бакалавриата. — 2-е изд., пер. и доп. — М.: Юрайт, 2015. — 629 с. — ISBN 978-5-9916-2248-6

### Статьи
на русском языке
- Григоренко А. Ю., Прилуцкий А. М. Предисловие // Религиозная ситуация на Северо-Западе России и в странах Балтии (традиции и современность): Сборник статей по итогам II Международной научной конференции. — СПб.: Российский государственный педагогический университет имени А. И. Герцена, Учебно-диаконический центр имени С. Я. Лауриккала Евангелическо-Лютеранской Церкви Ингрии, Институт Финляндии в Санкт-Петербурге, 2005. — С. 6—7.
- Прилуцкий А. М.  Современные тенденции развития экуменических организаций на Северо-Западе России: герменевтический аспект // Религиозная ситуация на Северо-Западе России и в странах Балтии (традиции и современность): Сборник статей по итогам II Международной научной конференции. — СПб.: Российский государственный педагогический университет имени А. И. Герцена, Учебно-диаконический центр имени С. Я. Лауриккала Евангелическо-Лютеранской Церкви Ингрии, Институт Финляндии в Санкт-Петербурге, 2005. — С. 200— 210
- Прилуцкий А. М. О типичных ошибках представления лютеранства в современной религиоведческой литературе // Материалы по исследованию религиозной ситуации на северо-западе России и в странах Балтии: Материалы II международной конференции «Религиозная ситуация на Северо-Западе России и в странах Балтии». — СПб.: Российский государственный педагогический университет имени А. И. Герцена, 2006. — С. 118—123.
- Прилуцкий А. М. Применение коэффициента конвергенции при решении задачи классификации гуманитарного знания  // Системы управления и информационные технологии: Перспективные исследования. — 2006. — № 1.1 (23). — С. 169—174.
- Прилуцкий А. М. Традиционное и радикальное в герменевтике периода ранней конфессионализации // Понимание и рефлексия в образовании, культуре и коммуникации: Сборник научных трудов / Федеральное агентство по образованию, Тверской государственный университет; Отв. ред. Н. Ф. Крюкова. — 2006. — С. 183—189.
- Прилуцкий А. М. Религиоведение и теология: проблема границы (к вопросу об интеграции теологии в систему высшего образования современной России) // Интеграция образования. — 2006. — № 2. — С. 96—102.
- Прилуцкий А. М.  К вопросу о структурном исследовании предпосылок либеральной теологии // Материалы по исследованию религиозной ситуации на северо-западе России и в странах Балтии: Материалы II международной конференции «Религиозная ситуация на Северо-Западе России и в странах Балтии». — СПб.: Российский государственный педагогический университет имени А. И. Герцена, 2006. — С. 194—202.
- Прилуцкий А. М., Погасий А. К. Понятие «секта»: основные значения и правомерность употребления // Религиоведение. — 2006. — № 1. — С. 164—171.
- Прилуцкий А. М. Мифологические элементы ипроявления синкретизма в дискурсе народной религии // Материалы по исследованию религиозной ситуации на северо-западе России и в странах Балтии: Материалы IV конференции «Религиозная ситуация на Северо-западе России и в странах Балтии». — СПб.: Российский государственный педагогический университет имени А. И. Герцена, 2007. — С. 189—197.
- Прилуцкий А. М., Гордиенко Н. С. Либеральная теология в социокультурном контексте современной западной Европы // Вестник Ленинградского государственного университета имени А. С. Пушкина. Сер. Философия. — 2007. — № 4 (8). — С. 119—127.
- Прилуцкий А. М. Структура религиозного дискурса: от мифологии к теологии // Вестник Нижегородского государственного университета имени Н. И. Лобачевского. Серия Социальные науки. — 2007. — № 2 (7). – С. 163—169.
- Прилуцкий А. М. Семиотика имени в религии и в ритуале. // Вестник Ленинградского государственного университета имени А. С. Пушкина. Серия Философия. — 2007. — № 1 (9).  – С. 164—170
- Прилуцкий А. М. Социальная природа религиозно-теологического знания: терминологический аспект // Вестник Ленинградского государственного университета имени А. С. Пушкина. – Сер. Философия. — 2007. — № 3 (6). – С. 143—151.
- Лебедев В. Ю., Прилуцкий А. М. Семиотическое пространство народной веры // Вестник Московского государственного университета культуры и искусств. — 2008. — № 4. — С. 20—24.
- Прилуцкий А. М. Влияние экуменичеcких организаций на религиозную ситуацию на северо-западе (религиоведческо-герменевтическое исследование) // Регионология. — 2008. — № 1 (62). — С. 181—191
- Прилуцкий А. М., Лебедев В. Ю. К феноменологии времени: история, миф, ритуал // Вестник Тверского государственного университета. Серия: Философия. — 2008. — № 7. — С. 25—36.
- Прилуцкий А. М. Теологема и мифологема в древнерусском религиозном дискурсе // Вестник Ленинградского государственного университета имени А. С. Пушкина. – Сер. Философия. — 2009. — Т. 2. — № 4. – С. 206—214.
- Прилуцкий А. М. К вопросу о сакрально-семантической природе ритуала // Вестник Тверского государственного университета. Серия: Филология. — 2009. — Т. 29. — № 4. — С. 155—162.
- Прилуцкий А. М., Лебедев В. Ю. К вопросу о конкурентных отношениях в совместимости знаковых систем культуры // Вестник Тверского государственного университета. Серия: Философия. — 2009. — № 3. — С. 10—17.
- Прилуцкий А. М., Лебедев В. Ю. Монумент, памятник, сакральная скульптура: опыт семиокультурной интерпретации // Вестник Тверского государственного университета. Серия: Философия. — 2009. — № 4. — С. 30—44.
- Прилуцкий А. М. Православное духовное просвещение и вызов мифотворчества // Православная педагогика и православная культура: история, традиции и современность. — 2009. — № 3. — С. 40—45
- Прилуцкий А. М. Конфессионализация и биконфессиональность как семиотическая проблема // Религиозная ситуация в Санкт-Петербурге и на Северо-Западе России Сер. «Петербург объединяет людей» / Программа Правительства Санкт-Петербурга «Толерантность». — СПб., 2010. — С. 56—60.
- Лебедев В. Ю., Прилуцкий А. М. Современный экуменизм как социокультурное явление: проект, реальность и будущее (опыт семиогерменевтического анализа) // Вестник Тверского государственного университета. Серия: Философия. — 2010. — № 2. — С. 27—43.
- Лебедев В. Ю., Прилуцкий А. М. К семиотике религиозного модернизма: семантика ихронологическое отнесение // Вестник Тверского государственного университета. Серия: Философия. — 2010. — № 3. — С. 37—46.
- Прилуцкий А. М. К герменевтике старообрядческих эсхатологических представлений // Вестник Тверского государственного университета. Серия: Филология. — 2010. — № 6. — С. 191—199.
- Лебедев В. Ю., Прилуцкий А. М. Parodia sacra как явление современной российской лингвокультуры. // Вестник Тверского государственного университета. Серия Филология. — 2011. — № 18. — С. 121—127.
- Лебедев В. Ю., Прилуцкий А. М. Особенности социально-религиозного праксиса винформационном обществе // Вестник Тверского государственного университета. Серия: Философия. — 2011. — № 2. — С. 10—23.
- Лебедев В. Ю., Прилуцкий А. М. Термин "протестантизм" в религиоведческом контексте: семантические и прагматические аспекты употребления // Вестник Тверского государственного университета. Серия Философия. — 2011. — Вып. 1 (17). — С. 32—46.
- Прилуцкий А. М. Функционально-семиотический анализ модификаций и трансформаций религиозного ритуала // Вестник Ленинградского государственного университета имени А. С. Пушкина. Сер. Философия. — 2011. — Т. 2. — № 4. — С.56—65.
- Прилуцкий А. М. Деконфессионализация как семиотическая проблема // Вестник Ленинградского государственного университета имени А. С. Пушкина. Сер. Философия. — 2012. — Т. 2. — № 2. – С. 113—122.
- Прилуцкий А. М. Философия религии и религиоведение в Harvard Theological Review // Вестник Ленинградского государственного университета имени А. С. Пушкина. Сер. Философия. — 2012. — Т. 2. — № 4. – С. 95—102.
- Прилуцкий А. М. Влияние контекстных изменений на структуру религиозных ритуалов и значение их простейших элементов // Вестник Нижегородского государственного университета имени Н. И. Лобачевского. Сер. Социальные науки. —2012. — № 2. — С. 135—139.
- Прилуцкий А. М.  Предисловие // Религия. Церковь. Общество. Исследования и публикации по теологии и религии. — 2012. — № 1. — С. 7—11.
- Прилуцкий А. М. Лютеранский традиционализм и «высокоцерковное лютеранство» // Религия. Церковь. Общество. Исследования и публикации по теологии и религии. — 2012. — № 1. — С. 75—90.
- Прилуцкий А. М. Проявления гносеологического пессимизма в религиозном дискурсе // Вестник Русской христианской гуманитарной академии. — 2012. — Т. 13. — Вып. 4. — С. 7—12.
- Прилуцкий А. М. Предисловие // Религия. Церковь. Общество. Исследования и публикации по теологии и религии. — 2013. — № 2. — С. 8—10.
- Прилуцкий А. М. Кризис конфессиональной идентичности: предпосылки и последствия // Конфессии в зеркале науки: социальное служение, образование и культура: Сборник трудов международной научной конференции / ЧОУ «Русская христианская гуманитарная академия»; Отв. редакторы: Д. К. Бурлака, Д. В. Шмонин. — 2013. — С. 32—38.
- Прилуцкий А. М. Теологическое образование и государственные стандарты: краткая рефлексия // Конфессии в зеркале науки: социальное служение, образование и культура: Сборник трудов международной научной конференции / ЧОУ «Русская христианская гуманитарная академия»; Отв. редакторы: Д. К. Бурлака, Д. В. Шмонин. — 2013. — С. 253—255.
- Прилуцкий А. М. Проявления перформативности в религиозных и суеверных ритуальных текстах // Вестник Русской христианской гуманитарной академии. — 2013. — Т. 14. — Вып. 3. — С. 333—343.
- Прилуцкий А. М. Семиозис ритуала: проблема совмещения литургических ролей и точек зрения // Вестник Ленинградского государственного университета имени А. С. Пушкина. Сер. Философия. — 2013. — Т. 2. — № 2. — С. 207—216.
- Прилуцкий А. М., Лебедев В. Ю. Фидеизм и социорелигиозный праксис // Вестник Тверского государственного университета. Серия Филология. — 2013. — № 31. – С. 191—200.
- Прилуцкий А. М. Термин «религия» в научной и научно-методической литературе // Universum: Вестник Герценовского университета. — 2013. — № 2. С. 87—92.
- Прилуцкий А. М. Теология ирелигиоведение: взаимодействие парадигм и концепций (вместо предисловия) // Религия. Церковь. Общество. Исследования и публикации по теологии и религии. — 2014. — № 3. — С. 11—15.
- Прилуцкий А. М. К вопросу о специфике темпорального пространства религиозного ритуала // Религия. Церковь. Общество. Исследования и публикации по теологии и религии. — 2014. — № 3. — С. 16—26.
- Лебедев В. Ю., Прилуцкий А. М. Суеверие и религиозность в тексте: современная ситуация // Понимание и рефлексия в культуре, науке и образовании: Материалы Международной научно-практической Интернет-конференции, [посвящённой памяти заслуженного деятеля образования, профессора, доктора филологических наук Георгия Исаевича Богина] / ФГБОУ ВПО «Твер. гос. ун-т»; отв. ред. Крюкова Н. Ф. — 2014. — С. 89—101.
- Прилуцкий А. М. Научно-методическое обеспечение преподавания основ религиозной культуры в школе: национальный и региональный опыт // Universum: Вестник Герценовского университета. — 2014. — № 1. — С. 156—159.
- Прилуцкий А. М. Симфония властей: формирование идеологемы // Формирование единого Русского государства: история и современность. Русский путь / Российский государственный педагогический университет им. А. И. Герцена. — 2014. — С. 131—136.
- Прилуцкий А. М. Метафорика апофатического дискурса (на примере Corpus Areopagiticum) // Вестник Тверского государственного университета. Сер. Филология. — 2014. — № 2. — С. 89—97.
- Прилуцкий А. М. О некоторых аспектах семиогерменевтики ритуального текста и дискурсе мистического богословия // Вестник Ленинградского государственного университета имени А. С. Пушкина. Сер. Философия. — 2014. — Т. 2. — № 1. – С. 60—70.
- Прилуцкий А. М. Теофания в мире и в дискурсе // Вестник Русской христианской гуманитарной академии. — 2014. — Т. 15. — № 2. — С. 11—17.
- Прилуцкий А. М. Структурно-семиотическое значение ритуала и проблема трансформации смыслов. // Вестник Православного Свято-Тихоновского гуманитарного университета. Серия 1. Богословие. Философия. — 2014. — № 54 (4). — С. 109—122.
- Прилуцкий А. М. Семиотика социо-религиозных контекстов мифоритуала // Вестник Русской христианской гуманитарной академии. — 2014. — Т. 15. — № 1. — С. 297—304.
- Прилуцкий А. М. Найроби до и после «Day X» (заметки на полях) // Вестник Ленинградского государственного университета имени А. С. Пушкина. — 2014. — Т. 2. — № 2. — С. 234—241.
- Лебедев В. Ю., Прилуцкий А. М. Модернизм в контексте экклезиального кризиса // Традиции и новации в профессиональной подготовке и деятельности педагога: Сборник научных трудов Всероссийской научно-практической конференции. — 2015. — С. 348—355.
- Прилуцкий А. М. Образ «чужого» как предмет мифологической семиотизации // Вестник Русской христианской гуманитарной академии. — 2015. — Т. 16. — № 1. — С. 67—73.
- Прилуцкий А. М. Дискурс ритуала: от хабитуального к сакральному // Вестник Православного Свято-Тихоновского гуманитарного университета. Серия 1: Богословие. Философия. — 2015. — № 3 (59). — С. 55—61.
- Прилуцкий А. М., Андреева Л. Е. Специфика структуры религиозного дискурса // Вестник Ленинградского государственного университета имени А. С. Пушкина. Сер. Философия. — 2015. — Т. 2. — № 1. – С. 158—165.
- Прилуцкий А. М. О семиотическом анализе мифологических дискурсов // Вестник Тверского государственного университета. Сер.: Филология. — 2015. — № 2. — С.76—82
- Прилуцкий А. М. Памяти А. Ю. Григоренко // Религия. Церковь. Общество. Исследования и публикации по теологии и религии. — 2015. — № 4. — С. 350—357.
- Богатырёв Д. К., Прилуцкий А. М. Конфессиональная модель современного христианства (критика концепций и парадигм) // Вестник Русской христианской гуманитарной академии. — 2015. — Т. 16. — № 4. — С. 157—168.
- Прилуцкий А. М. Цейлон глазами религиоведа путешествующего // Вестник Ленинградского государственного университета имени А. С. Пушкина. — 2015. — Т. 2. — № 3. — С. 165—169.
- Прилуцкий А. М. Институционализация теологии: проблемы и перспективы (вместо предисловия) // Религия. Церковь. Общество. Исследования и публикации по теологии и религии. — 2015. — № 4. — С. 11—18.
- Прилуцкий А. М. Диссертация о. Кирилла (Зинковского) «Учение о материи в сакраментально-антропологическом аспекте в трудах богословов александрийской школы, великих капподакийцев и преп. Максима Иисповедника» // Религия. Церковь. Общество. Исследования и публикации по теологии и религии. — 2015. — № 4. — С. 342—348.
- Прилуцкий А. М. К вопросу о семиотическом анализе мифологических дискурсов // Вестник Московского университета. Серия 7: Философия. — 2015. — № 3. — С. 39—47.
- Прилуцкий А. М. Изучение религиозной ситуации: проблемы и перспективы. К пятнадцатилетию регулярной конференции «Религиозная ситуация на северо-западе России» // Религиозная ситуация на Северо-Западе: проблемы социокультурных идентичностей материалы международной научной конференции. Сер. «Бюллетень Центра этнорелигиозных исследований». — 2016. — С. 33—41.
- Прилуцкий А. М. Современное российское религиоведение: вызовы иперспективы институциализации // Вестник Ленинградского государственного университета имени А. С. Пушкина. — 2016. — № 1. — С. 108—118.
- Лебедев В. Ю., Прилуцкий А. М. Коммуникативная семантико-стилистическая модальность мифологизированного субкультурного дискурса (на примере субкультуры любительского пивоварения) // Вестник Тверского государственного университета. Серия: Филология. — 2016. — № 2. — С. 128—135.
- Лебедев В. Ю., Прилуцкий А. М. Российские неопротестантские общины каксубкультурные коммуникативные группы // Вестник Тверского государственного университета. Серия: Философия. — 2016. — № 1. — С. 82—96.
- Прилуцкий А. М., Светлов Р. В. Метафорика религиозного и парарелигиозного дискурсов сталинского мифа // Известия Иркутского государственного университета. Серия: Политология. Религиоведение. — 2016. — Т. 18. — С. 156—164.
- Прилуцкий А. М. «Сталинский миф» в религиозном и парарелигиозном дискурсах // Вестник Северного (Арктического) федерального университета. Серия: Гуманитарные и социальные науки. — 2016. — № 2. — С. 87—95.
- Прилуцкий А. М., Лебедев В. Ю. Социодинамика современной сельской религиозности // Демографическая ситуация в России: риски и перспективы: коллективная монография / Под науч. ред. д.ф.н. А. В. Воронцова. — СПб.: Астерион, 2020. — С. 104—115. — 152 с. — ISBN 978-5-00045-822-8
- Прилуцкий А. М., Лебедев В. Ю. Образ деревни в дискурсах псевдотрадиционализма // Культура и искусство. — 2020. — № 2. — С. 34—43. doi:10.7256/2454-0625.2020.2.29624.
- Лебедев В. Ю., Прилуцкий А. М. «Зоино стояние» — семиотика мифологического нарратива // Вестник славянских культур. — 2020. — Т. 55. — С. 8—20. doi:10.37816/2073-9567-2020-55-8-20
- Прилуцкий А. М., Лебедев В. Ю. Образ деревни в дискурсах псевдотрадиционализма // Культура и искусство. — 2020. — № 2. — С. 34—43. doi:10.7256/2454-0625.2020.2.29624
- Прилуцкий А. М., Лебедев В. Ю. Современное движение непоминающих священников: опыт семиотическо-религиоведческого анализа // Вестник ПСТГУ. Сер. I: Богословие. Философия. Религиоведение. — 2020. — Вып. 88. — С. 103—120. doi:10.15382 / sturI202088. 103-120
- Прилуцкий А. М. Семиотическая специфика «новой эсхатологии» и техногенный эсхатологизм // Контекст и рефлексия: философия о мире и человеке. — 2020. — Т. 9. — № 2А. — С. 5—13. doi:10.34670/AR.2020.51.12.001
- Прилуцкий А. М. Семиотическая специфика современного герменевтического дискурса народной эсхатологии // Общество. Среда. Развитие: Научно-теоретический журнал. — 2020. — № 2. — С. 90—96.
- Прилуцкий А. М. Прагматика семиотической мимикрии в дискурсах маргинальной ритуалосферы // Вестник ТвГУ. Серия: Филология. — 2020. — № 2 (65). — С. 164—169.
- Лебедев В. Ю., Прилуцкий А. М. Дискурс о гонениях в современной апологетике маргинальной религиозности // Вестник ТвГУ. Сер. Философия. — 2020. № 1 (51). — С. 190—201
- Лебедев В. Ю., Прилуцкий А. М. К вопросу о методологическом обеспечении религиоведческой экспертизы // Вестник ТвГУ. Серия Философия. — 2020. — № 2 (52). — С. 109—116.
- Прилуцкий А. М. Категориальная семиотика оппозиции деревня-город в современном эсхатологическом дискурсе // Вестник ЛГУ имени А. С. Пушкина. — 2020. — № 3. — С. 80—93.
- Прилуцкий А. М. К вопросу о герменевтических механизмах функционирования конспирологического мифа // Вестник Северного (Арктического) федерального университета. Сер. Гуманитарные и социальные науки. — 2020. — № 4. — С. 131—141. doi:10.37482/2227-6564-V041
- Прилуцкий А. М. Коронавирусная инфекция и религиозные дискурсы медицинской конспирологии // Известия Иркутского государственного университета. Серия Политология. Религиоведение. — 2020. — Т. 33. — С. 108—114. doi:10.26516/2073-3380.2020.33.108

на других языках
- Prilutskiy A. M. Sacrament as cognitive-communicative complex (Таинство как когнитивно-коммуникативный комплекс) // Вестник Тверского государственного университета. Серия Филология. — 2008. — Т. 27. — № 14. — С. 69—72.

### Рецензии
- Прилуцкий А. М. Рец. на Давыдов И. П. Эпистема мифоритуала // Вестник Православного Свято-Тихоновского гуманитарного университета. Серия 1: Богословие. Философия. Религиоведение. — 2014. — № 3 (53). — С. 151—155.